# Manfred Weber
Manfred Weber (* 14. července 1972, Rottenburg an der Laaber) je německý a evropský politik a poslanec Evropského parlamentu. Je členem Křesťansko-sociální unie v Bavorsku, která je součástí Evropské lidové strany.
V bavorských státních volbách konaných v roce 2003 se stal Weber nejmladším poslancem, bylo mu 29 let.  V současné době je předsedou politické skupiny Evropská lidová strana, je nejmladším předsedou skupiny v současném Parlamentu a zároveň nejmladším předsedou Evropské lidové strany (EPP) v její historii.

## Život
- 1991-1996: Studoval na vyšší odborné škole obor strojírenství a získal zde titul inženýr. Konkrétně studoval na Mnichovském vyšším technickém institutu. (dnes Mnichovská univerzita aplikovaných věd)

- 1996: založil společnost DG Beratung GmbH
- 1998: založil společnost G+U GbR
- 2003–2007: regionální předseda bavorské Junge Union
- člen výkonné rady CSU a předseda CSU v Dolním Bavorsku
- od roku 2002: člen Regionální rady Kelheimu
- 2002–2004: člen Bavorského regionálního shromáždění

### Poslanec Evropského Parlamentu, 2004–současnost
Weber je poslancem Evropského parlamentu a členem výboru pro občanské svobody, spravedlnost a vnitřní věci. Je náhradník ve výboru pro regionální rozvoj, člen delegace pro vztahy s Indií, náhradník delegace pro vztahy se zeměmi Andského společenství a náhradník v podvýboru pro lidská práva. Jako zpravodaj vyjednával v roce 2008 za Evropský parlament Směrnici o společných normách a postupech v členských státech při navracení neoprávněně pobývajících státních příslušníků třetích zemí (návratová směrnice), první směrnici v oblasti vnitřních věcí, která byla přijata řádným legislativním procesem.
Po znovuzvolení v roce 2009  se Weber stal místopředsedou Skupiny ELS v Evropském parlamentu a je odpovědný za politickou strategii a politiky v oblasti spravedlnosti a vnitřních věcí.
Mezi roky 2014 a 2016 byl Weber členem dnes již zaniklé skupiny G5 spolu s předsedou Evropské komise Jean-Claude Junckerem, místopředsedou Fransem Timmermansem, vůdcem sociálních demokratů Giannim Pittellou a Martinem Schulzem jako předsedou Evropského parlamentu.
Na počátku roku 2017 Weber vytvořil z parlamentních lídrů skupinu G6, jejímiž členy jsou Gianni Pittella, Guy Verhofstadt z Aliance liberálů a demokratů pro Evropu (ALDE), Syed Kamall z Evropských konzervativců a reformistů (ECR), Ska Kellerová ze Zelených, a Gabriele Zimmerová z Evropské sjednocené levice a Severské zelené levice.

### Role v národní politice
V roce 2015 bavorský premiér Horst Seehofer ustavil Webera jako jednoho ze svých zástupců v kanceláři předsedy CSU.

## Politické postoje

### Evropská integrace
7. června 2014 Weber odmítl požadavky britského premiéra Davida Camerona na zpomalení evropské integrace. Weber prohlásil, že „EU je založena na stále užším svazku Evropanů. Takto je to stanovené ve smlouvách. Pro nás to není vyjednávatelné… Nemůžeme prodat duši Evropy, (…) pokud udělíme každému národnímu parlamentu právo veta, Evropa se dostane do slepé uličky.“ Nicméně podporoval Cameronovy návrhy na to, aby Velká Británie, stejně jako ostatní země mimo eurozónu, měla vliv na vytváření politických rozhodnutí týkajících se eurozóny. Také řekl časopisu The Guardian na začátku roku 2015, že rozhodnutí Spojeného království zmrazit sociální dávky pro přistěhovalce z EU bylo oprávněné a bylo příkladem pro zbytek unie.
V červenci roku 2013, kdy výbor pro občanské svobody, spravedlnost a vnitřní věci (LIBE) Evropského parlamentu vydal zprávu kritizující erozi základních práv v Maďarsku, ji Weber odmítl jako politicky motivovaný útok na vládu maďarského premiéra Viktora Orbána vedený levicovými stranami.
Na počátku roku 2017 se Weber domníval, že pokud Mezinárodní měnový fond (MMF) bude trvat na oddlužení Řecka, neměl by se na záchraně dále podílet. Tím porušil oficiální linii své domovské strany, tedy že program skončí, pokud MMF nebude jeho součástí.
Rozhodnutí Británie opustit Evropskou unii okomentoval takto: „Britové se rozhodli opustit Unii, nebudou se mít tak dobře, tak bezpečně a tak ekonomicky silně. To je důvod, proč budeme říkát, že je to opravdu velmi negativní den.“

### Vztahy s Ruskem
V roce 2016 v dopisu německému ministru hospodářství Sigmaru Gabrielovi a evropskému komisaři pro energetiku Migueli Ariasi Cañetemu kritizoval navrhovaný projekt plynovodu Nord Stream 2. Ten, podle něj, ohrozí zahraniční a bezpečnostní cíle EU tím, že zvýší závislost na Gazpromu, který má monopol na export plynu z Ruska. Spíše než zaměření na nové dodávky přes Baltské moře by se měla Komise soustředit podle Webera na to, aby zvýšila své úsilí dovážet více plynu přes Turecko z Kaspického Moře anebo potenciálně z Íránu a Iráku.

## Další aktivity
- Institut pro evropskou politiku (IEP), člen správní rady